# یک رؤیای خصوصی
یک رؤیای خصوصی نام نمایش‌نامه‌ای است نوشته ایرج جنتی عطایی که به کارگردانی او و بازی بهروز وثوقی، سوسن فرخ‌نیا و گلشیفته فراهانی در سال ۱۳۹۲ در آمریکا و کانادا به روی صحنه آمد.